# Hattie Winston
Hattie Mae Winston (Lexington (Mississippi), 3 maart 1945) is een Amerikaanse actrice.

## Biografie
Winston werd geboren in Lexington (Mississippi) en groeide op in Greenville (Mississippi).
Winston begon met acteren in het theater, zij maakte in 1968 haar debuut op Broadway als understudy in de musical Hair. Hierna speelde zij nog meerdere rollen op Broadway.
Winston begon met acteren voor televisie in 1974 met de film Ann in Blue, waarna zij nog meerdere rollen speelde in films en televisieseries. Zij is vooral bekend van haar rol als Margaret Wyborn in de televisieserie Becker waar zij in 129 afleveringen speelde. Voor deze rol werd zij in 2001 genomineerd voor een Image Award in de categorie Beste Actrice in een Bijrol in een Komische Serie.
Winston is getrouwd waaruit zij een kind heeft.

## Filmografie

### Films
- 2016 A Lot - als Hattie
- 2003 The Battle of Shaker Heights – als schoolhoofd Holmstead
- 2001 A Rugrats Kwanzaa Special – als Lucy Carmichael (stem)
- 1999 After All – als moeder van gedaagde
- 1999 Unbowed – als moeder
- 1999 True Crime – als Angela Russel
- 1998 The Rugrats Movie – als dr. Lucy Carmichael (stem)
- 1998 Living Out Loud – als verpleegster
- 1998 Meet the Deedles – als Jo-Claire
- 1997 Jackie Brown – als Simone
- 1996 The Cherokee Kid – als mrs. Elizabeth Peel
- 1996 Sunset Park – als rechter Meyer
- 1994 Beverly Hills Cop III – als mrs. Todd
- 1990 A Show of Force – als Foster
- 1989 Runaway – als tante Anna Mae
- 1988 Clara's Heart – als Blanche Loudon
- 1987 The Hope Division – als Lilah Reynolds
- 1986 Good to Go – als moeder
- 1983 Without a Trace – als verslaggeefster
- 1980 Nurse – als Toni Gillette
- 1979 Hollow Image – als Ivy
- 1974 Ann in Blue – als Jessie Waters

### Televisieseries
Uitgezonderd eenmalige gastrollen.
- 2012-2013 The Soul Man – als Pearly – 8 afl.
- 2004-2008 All Grown Up! – als Lucy (stem) – 16 afl.
- 2002-2004 Scrubs – als Margaret Turk – 2 afl.
- 1998-2004 Becker – als Margaret Wyborn – 129 afl.
- 1999-2001 Rugrats – als Lucy Carmichael (stem) – 5 afl.
- 1997 Port Charles – als Alice Burgess - ? afl.
- 1991-1993 Homefront – als Gloria Davis – 42 afl.
- 1981-1982 Nurse – als Toni Gillette – 25 afl.
- 1980 3-2-1 Contact – als Jessica – 2 afl.
- 1973-1977 The Electric Company – als Sylvia / Valerie de bibliothecaris – 520 afl.
- 1976 The Edge of Night – als Veronique - ? afl.

## TheaterwerkBroadway
- 1983-1985 The Tap Dance Kid – musical – als Ginnie
- 1977-1979 I Love My Wife – musical – als Cleo (understudy)
- 1974-1975 Scapino – toneelstuk – als Zerbinetta
- 1971-1973 Two Gentleman of Verona – musical – als Silvia (understudy)
- 1970-1971 The Me Nobody Knows – musical – als Nell
- 1969 Does a Tiger Wear a Necktie? – toneelstuk – als Linda
- 1968-1972 Hair – musical – als Dionne (understudy)

- International Standard Name Identifier: 0000 0000 4342 3231
- Library of Congress Control Number: no00009012
- Virtual International Authority File: 31534768
- WorldCat: E39PBJwxJyxvwtDkDRYwk36h73